# Cultura Ramoniana
A Cultura Ramoniana desenvolveu-se no Sinai e Deserto de Negev entre 13/12500-11500, tendo ela sido possivelmente contemporânea, em sua final, da cultura natufiana. Os sítios ramonianos caracterizam-se pela proximidade das extensas rotas naturais de comunicações em detrimento da proximidade de fontes duráveis de água. A indústria lítica era caracterizada pela produção de microburis, raspadores, entalhes, lâminas/lamelas estreitas e alongadas e a ponta Ramon - lâmina geralmente côncava apoiada e truncada fabricada pela técnica de microburil; há presença entre as concentrações líticas de lunados heluanianos e entalhes e denticulados natufianos. Entre os achados ramonianos foram localizados cascas de moluscos do mar Vermelho.